# Софія (донька Коломана І)
Софія — єдина згадана джерелами донька угорського короля Коломана І та його дружини Феліції Сицилійської, найстарша з 3 їхніх дітей. Народилась між 1097 й 1100 роками. Її брати-близнюки, Стефан і Ладислав, з'явились на світ в 1101. За словами угорського історика-медієвіста Крісто Дюла, Софія була названа на честь двоюрідної бабусі по батьківській лінії. Мала сина Саула, якого, згідно з Ілюстрованою хронікою, бездітний король Стефан II планував зробити своїм спадкоємцем. Ні ім'я, ні сім'я чоловіка достеменно невідомі.  